# Victòria Porta Escoda
Victòria Porta Escoda (Vila-sana, 1 de febrer de 2000) és una jugadora d'hoquei sobre patins catalana.
Davantera, començà a practicar l'hoquei sobre patins als tres anys en el marc d’una activitat extraescolar que donaria lloc a la creació del Club Patí Vila-sana. Debutà amb l'equip ponentí el 2010 i es proclamà subcampiona d'Europa sub-17 (2014). També guanyà un Campionat d'Espanya sub-16 (2015) i una Lliga Nacional Catalana la temporada 2016-17, aconseguint l'ascens a l'OK Lliga femenina. A la seva primera temporada, aconseguí ser la segona màxima golejadora de la competició amb 37 gols. Amb l'equip ponentí, aconseguí dos subcampionats de la Lliga de Campions (2022-23, 2023-24), i la temporada 2024-25 guanyà els primers títols del club, unaSupercopa d'Espanya (2024), una Copa Intercontinental (2025) i una Copa de la Reina (2025).
Internacional amb la selecció espanyola des del desembre de 2023, es proclamà campiona d'Europa a l'Europeu celebrat a Olot (2023).

## Palmarès
Clubs
- 1 Copa Intercontinental d'hoquei sobre patins (2025)
- 1 Copa espanyola d'hoquei sobre patins (2025)
- 1 Supercopa espanyola d'hoquei sobre patins (2024)

Selecció espanyola
- 1 medalla d'or al Campionat del Món d'hoquei patins femení: 2024
- 1 medalla d'or al Campionat d'Europa d'hoquei patins femení: 2023